# Gare de Nerdrum
La gare de Nerdrum est une halte ferroviaire de la Kongsvingerbanen située dans la commune de Fet.

## Situation ferroviaire
La halte est située à 27.58 km d'Oslo.

## Service des voyageurs

### Accueil
La halte dispose d'une aubette sur le quai et est équipée d'un automate pour l'achat des titres de transport.

### Desserte
Nerdrum est desservie par des trains locaux en direction de Kongsvinger et d'Asker. 

### Intermodalité
Un petit parking y est aménagé.